# Бой при Арауре
Бой при Арауре (исп. Batalla de Araure) — сражение во время войны за независимость Венесуэлы между силами патриотов во главе с Симоном Боливаром и роялистами во главе с Хосе Себальосом и Хосе Антонио Яньесом.
10 ноября 1813 года войска Себальоса разгромили республиканскую армию Симона Боливара в бою при Баркисимето. Симон Боливар отступил в Валенсию, чтобы восстановить свои силы. Через несколько дней он вышел в Сан-Карлос и собрал отряд из 3000 бойцов.
Силы роялистов также получили подкрепление и двинулись на запад. В городке Арауре вожди роялистов встретились, чтобы разработать военную стратегию.
3 декабря 1813 года Симон Боливар узнал, что силы роялистов в Арауре. Он покинул Сан-Карлос и форсированным маршем к вечеру 3 декабря достиг города Агуа-Бланка, где заночевал. 4 декабря республиканцы двинулись к Арауре и разбили лагерь примерно в 1000 м от города.
Роялисты развернулись на берегу реки Акаригуа с флангами, упирающимися в леса, и фронтом, прикрытым небольшим озером. У них было 10 артиллерийских орудий. Силы роялистов в общей сложности составили от 3500 до 5000 солдат.
Сражение началось рано утром 5 декабря. Республиканский авангард (один батальон), оторвавшись от главных сил, продвигался вперед, пока не встретил линию роялистов на берегу Акаригуа. Он был немедленно обстрелян из засады артиллерией, а затем окружен и перерезан кавалерией. Авангард был практически уничтожен.
Тем временем Боливар развернул свои войска, чтобы возобновить атаку. Мануэль Вильяполь справа, Флоренсио Паласиос в центре и Висенте Кампос Элиас слева. Кавалерия прикрывала оба фланга. Ещё  один кавалерийский отряд был в качестве резерва.
Столкнувшись с наступлением республиканцев, Себальос двинул свою кавалерию против правого фланга атакующих, но Боливар, предупрежденный об этом движении, ввёл в бой свой резерв, который расстроил и обратил в бегство кавалерию противника.
Затем Боливар приказал произвести несколько ружейных залпов и послал в штыковую атаку пехоту, чтобы прорвать линию врага. Этот маневр Боливара позволил прорвать фронт противника и довершить разгром. Испанцы потеряли 500 убитых и 300 раненых и пленных (убитых после боя); потери республиканцев составили 800 убитых и раненых.